# Concert per a marimba i vibràfon (Milhaud)
El Concert per a marimba, vibràfon i orquestra, opus 278, és una obra de Darius Milhaud composta el 1947 i estrenada el 1949 per l'Orquestra Simfònica de Saint Louis sota la direcció de Vladimir Golschmann amb Jack Conner a la marimba i el vibràfon.
Darius Milhaud es trobava a Guatemala els anys 1917-18 com a secretari de Paul Claudel, llavors ministre plenipotenciari a Rio de Janeiro, i es va mostrar entusiasta per la música sud-americana. S'inspirava en la música del carnaval de Rio de Janeiro i en la música popular sincopada. Alimentaria aquest interès durant la seva visita a Puerto Rico l'any següent i durant els anys posteriors, component diverses peces utilitzant instruments de percussió. El 1940 va emigrar als Estats Units d'Amèrica, on va compondre el Concert per a marimba i vibràfon.
El concert utilitza dos instruments amb sonoritats prou diferents: la marimba, amb làmines de fusta, i el vibràfon, que té les làmines de metall. A vegades el solista ha de passar ràpidament d'un instrument a l'altre per tal de crear els contrastos desitjats per Milhaud; utilitza cinc tipus de baquetes per a obtenir diversos sons i fins i tot toca la marimba amb les mans.
El 1952 Milhaud va arranjar el concert en Suite concertant per a piano i orquestra, opus 278b.
L'obra consta de tres moviments:
1. Animé
2. Lent
3. Vif